# Défaut ponctuel
En cristallographie, un défaut ponctuel est un défaut dans l'organisation d'un cristal, qui ne concerne qu'un nœud isolé.

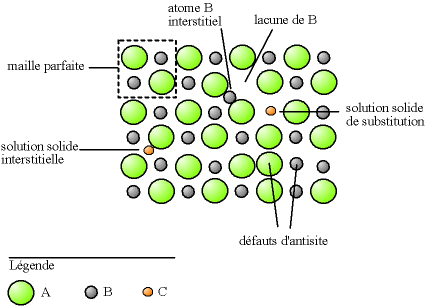
Exemple de défauts ponctuels dans un cristal ordonné AB.

Le cristal parfait est un empilement régulier et infini d'atomes, ions ou molécules. Considérons le cas simple d'un cristal atomique ou ionique. Un défaut ponctuel typique est l'absence d'un atome (lacune), la présence d'un atome du réseau entre les atomes (défaut interstitiel), la présence d'un atome étranger entre les atomes du réseau (solution solide interstitielle) ou à la place d'un atome du réseau (solution solide de substitution). On peut aussi avoir des défauts de charge électrique : un site du cristal présente une charge plus négative (électron libre) ou plus positive (trou d'électron) que les autres sites du même type.
Si le cristal est un cristal ordonné, c'est-à-dire formé de plusieurs types d'atomes avec une alternance chimique stricte, alors il peut y avoir des défauts d'antisite, c'est-à-dire des atomes qui se trouvent bien à un nœud du réseau, mais qui rompent la régularité chimique.
Les défauts ponctuels sont des espèces chimiques à part entière, qui peuvent donner lieu à des réactions chimiques. Ils peuvent notamment s'associer, par exemple des défauts de charges opposées s'attirent et se lient. On utilise pour les désigner le notation de Kröger et Vink.
Les défauts ponctuels confèrent des propriétés spécifiques aux cristaux, comme :
- la couleur (centres colorés, photographie) ;
- la diffusivité des espèces dans le cristal ;
- la conduction du courant électrique, notamment dans les semi-conducteurs et les oxydes cristallins.

## Association de défauts
Les défauts peuvent s'associer. Le cas le plus fréquent est l'association de défauts de charges relatives opposées, sous l'effet de la force électrostatique. Ces associations sont d'autant plus probables que la densité de défauts est importante.
Les principaux mécanismes qui interviennent sont les défauts intrinsèques (défauts de Schottky ou de Frenkel), les paires électrons-trou, et les conditions réductrices et oxydantes pour le cas des oxydes.

### Association de deux défauts

#### Défaut de Schottky
Les défauts de Schottky sont des paires de défauts dans les cristaux ioniques.
Un défaut de Schottky est l'association d'une lacune anionique et d'une lacune cationique.
Par exemple dans le chlorure d'argent, un défaut de Schottky est noté, selon la notation de Kröger et Vink :
(VAg',VCl•)
— ou —
(VAg',VCl•)×

#### Défaut de Frenkel
Un défaut de Frenkel, c'est lorsqu'un atome ou un ion quitte sa position normale pour venir en position interstitielle.
Un défaut de Frenkel est l'association d'une espèce cristalline interstitielle et de la lacune associée.
Dans le cas d'un cristal ionique, les cations sont plus petits que les anions, on ne rencontre donc des défauts de Frenkel que pour les cations.
Par exemple dans le chlorure d'argent, un défaut de Frenkel est noté, selon la notation de Kröger et Vink :
(VAg',Agi•)
— ou —
(VAg',Agi•)×

### Amas de défauts
Lorsque plus de deux défauts s'associent, on parle d'amas de défauts (on utilise fréquemment le terme anglais cluster). Les amas apparaissent en général pour des concentrations de défauts supérieures à 10−2 défaut par maille (un défaut toutes les 100 mailles).

## Constantes d'équilibre des créations de défauts localisés
De la même manière où les réactions chimiques sont caractérisées par une constante d'équilibre {\displaystyle K}, il existe également des constantes d'équilibre liées aux défauts.
Exemple : Cas de NaCl (en notations de Kröger-Vink) pour les défauts de Schottky et de Frenkel :
- Lors de la création d'un défaut de Schottky, l'équation de réaction est : ∅ → VNa′ + VCl•. Quant à la constante d'équilibre, elle vaut : {\displaystyle K_{s}} = [VNa′] [VCl•].
- Lors de la création d'un défaut de Frenkel, l'équation de réaction est cette fois-ci : NaNa× → Nai• + VNa′. Quant à la constante d'équilibre, elle vaut maintenant : {\displaystyle K_{f}} = [Nai•] [VNa′].